# Meunasah Mesjid (Simpang Mamplam)
Meunasah Mesjid is een bestuurslaag in het regentschap Bireuen van de provincie Atjeh, Indonesië. Meunasah Mesjid telt 461 inwoners (volkstelling 2010).